# Salacia
Salacia è un'antichissima dea marina della mitologia romana, dea dell'acqua salata e custode delle profondità dell'oceano come affermato da Apuleio ne Le metamorfosi. Fu sposa e regina di Nettuno, dio del mare e dell'acqua, come raccontato da Varrone e riportato da Seneca, Agostino e Servio Mario Onorato . 
Il nome deriva per estensione al verbo latino salire come significato di zampillare. 
Dall'unione con Nettuno, Salacia partorì tre figli di cui il più noto è Tritone il cui corpo era per metà uomo e per metà pesce.
Nella mitologia greca veniva identificata come Anfitrite, moglie di Poseidone, ed era una delle Nereidi.